# 万町 (栃木市)

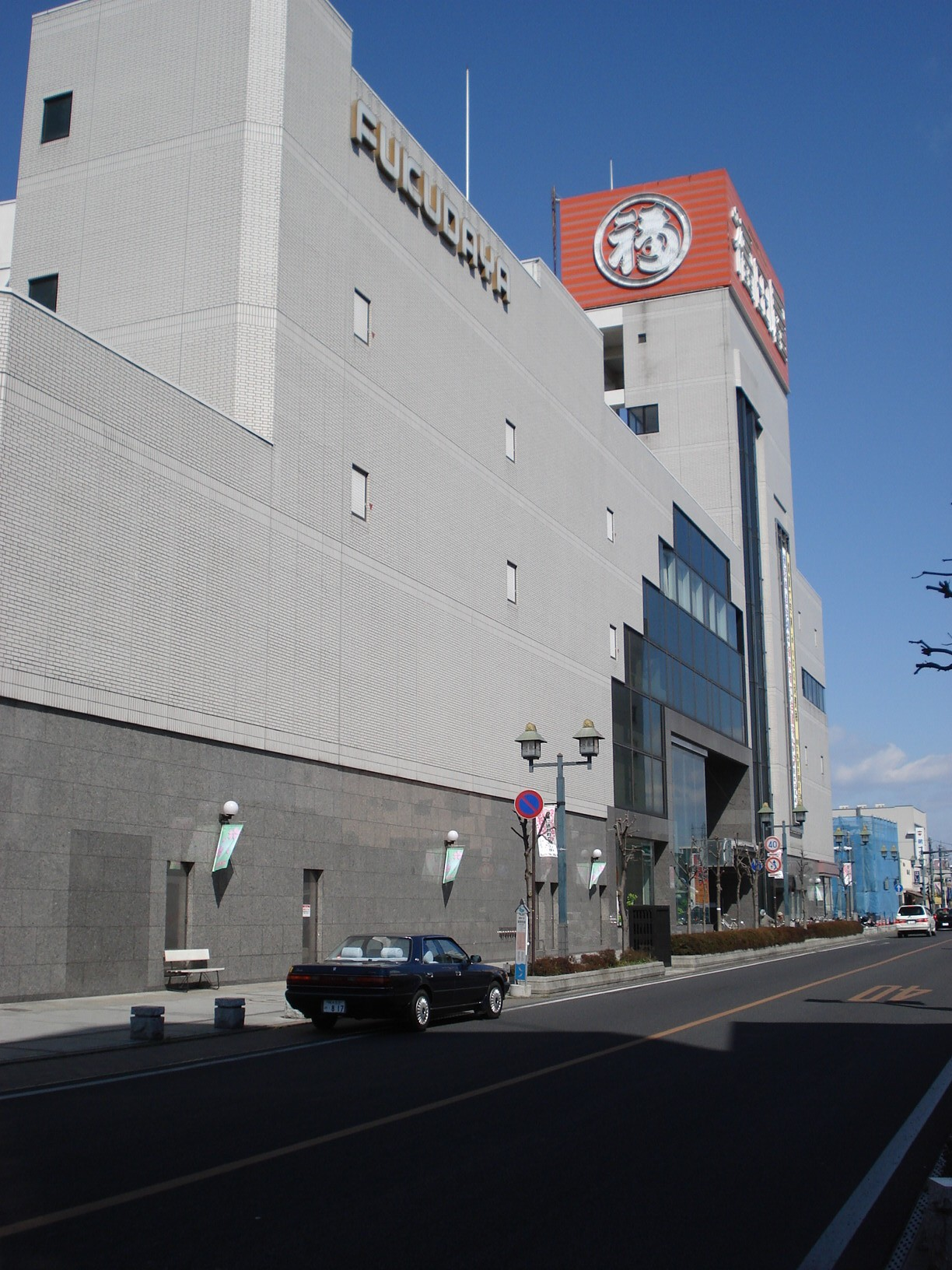
福田屋百貨店栃木店
（2011年2月27日閉店）
※現：栃木市役所新庁舎、東武宇都宮百貨店栃木市役所店

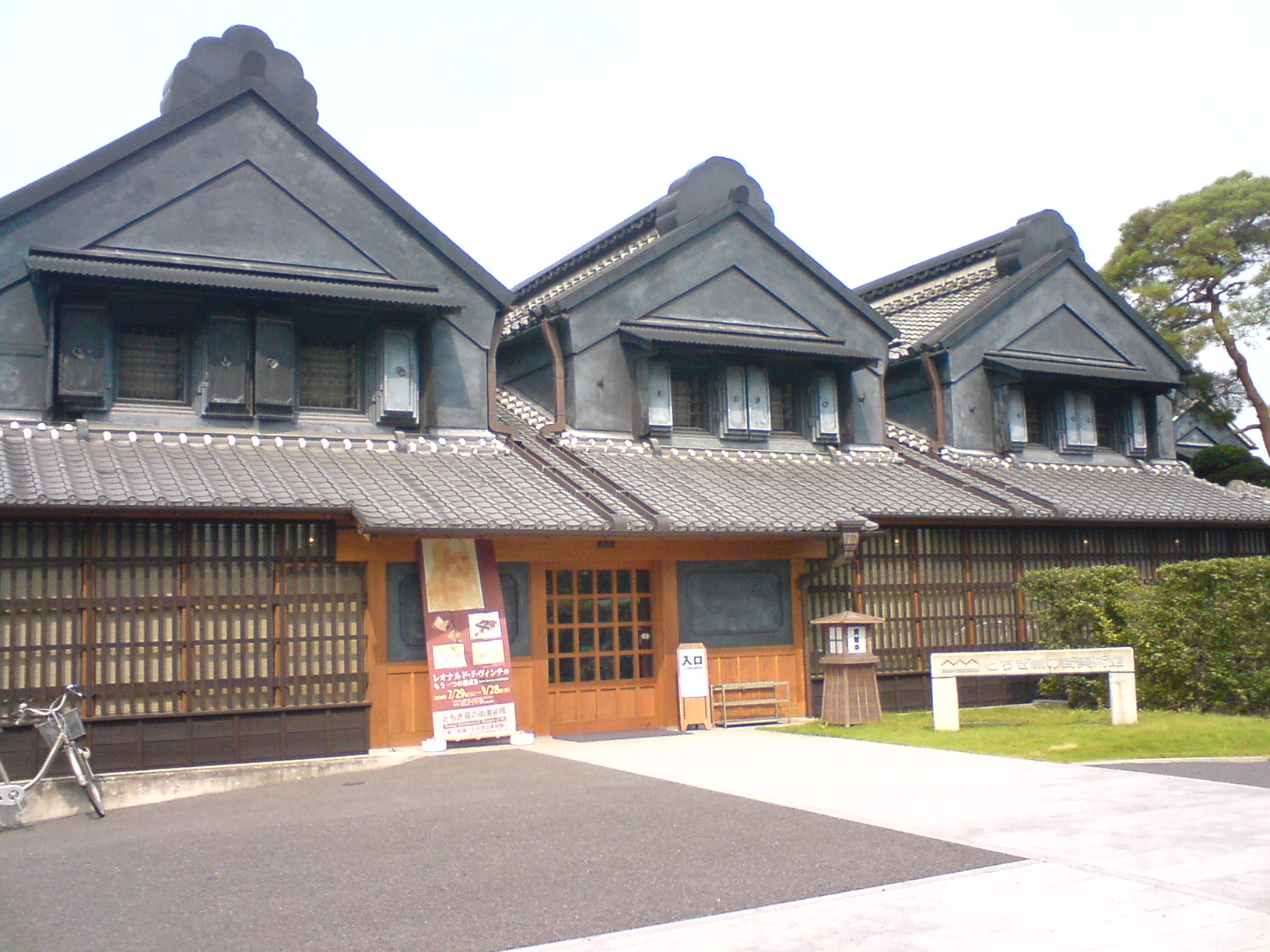
とちぎ蔵の街美術館

万町（よろずちょう）は、栃木県栃木市の地名。郵便番号は328-0015。
　

## 地理
栃木地区の中部に位置し、東は日ノ出町・本町、西は錦町・入舟町、南は旭町・倭町、北は泉町と接している。
町域北部の万町交番前交差点は栃木県道2号宇都宮栃木線、栃木県道3号宇都宮亀和田栃木線、栃木県道11号栃木藤岡線の起終点となる栃木市内の交通の要所の一つである。

## 世帯数と人口
2017年（平成29年）8月31日現在の世帯数と人口は以下の通りである。
| 町丁 | 世帯数  | 人口  |
| ---- | ------- | ----- |
| 万町 | 394世帯 | 867人 |

## 施設
公共
- 栃木市役所本庁舎（旧・福田屋百貨店栃木店）
- 栃木警察署万町交番

病院
- 栃木病院
- 高田クリニック

金融
- みずほ銀行栃木支店
- 栃木信用金庫本店
- SMBC日興証券栃木支店

商業
- 東武宇都宮百貨店栃木市役所店（上記栃木市役所本庁舎の1階に出店している）

観光
- とちぎ山車会館
- とちぎ蔵の街美術館
- とちぎ蔵の街観光館
- あだち好古館
- 好古壱番館[3]
- 山本有三ふるさと記念館

宿泊
- 栃木グランドホテル
- ホテルサンルートプラザ栃木

## 交通

### バス
栃木市営バス
■星野御岳山線・■出流観音線
- 万町一丁目 - 万町三丁目

蔵の街観光バス
■蔵の街循環「のらっせ号」
- (17) 市役所前

### 道路
主要地方道
- 栃木県道2号宇都宮栃木線（宇都宮街道）
- 栃木県道3号宇都宮亀和田栃木線（蔵の街大通り）
- 栃木県道11号栃木藤岡線（蔵の街大通り）

## 小・中学校の学区
市立小・中学校に通う場合、学区は以下の通りとなる。
| 番地      | 小学校                 | 中学校               |
| --------- | ---------------------- | -------------------- |
| 1番地     | 栃木市立栃木中央小学校 | 栃木市立栃木南中学校 |
| 2～31番地 | 栃木市立栃木中央小学校 | 栃木市立栃木東中学校 |